# 눈의 진군
「눈의 진군」(일본어: 雪の進軍 유키노신군[*])은 청일전쟁 때 일본군 종군군악대에 종사한 부부대장 나가이 켄시(일본어: 永井建子)가 작사·작곡한 군가다. 승리의 영광이나 애국심 고취 등의 면모는 전혀 찾아볼 수 없고 알보병 입장에서의 신세한탄으로만 이루어진 가사가 특징이다.

## 역사

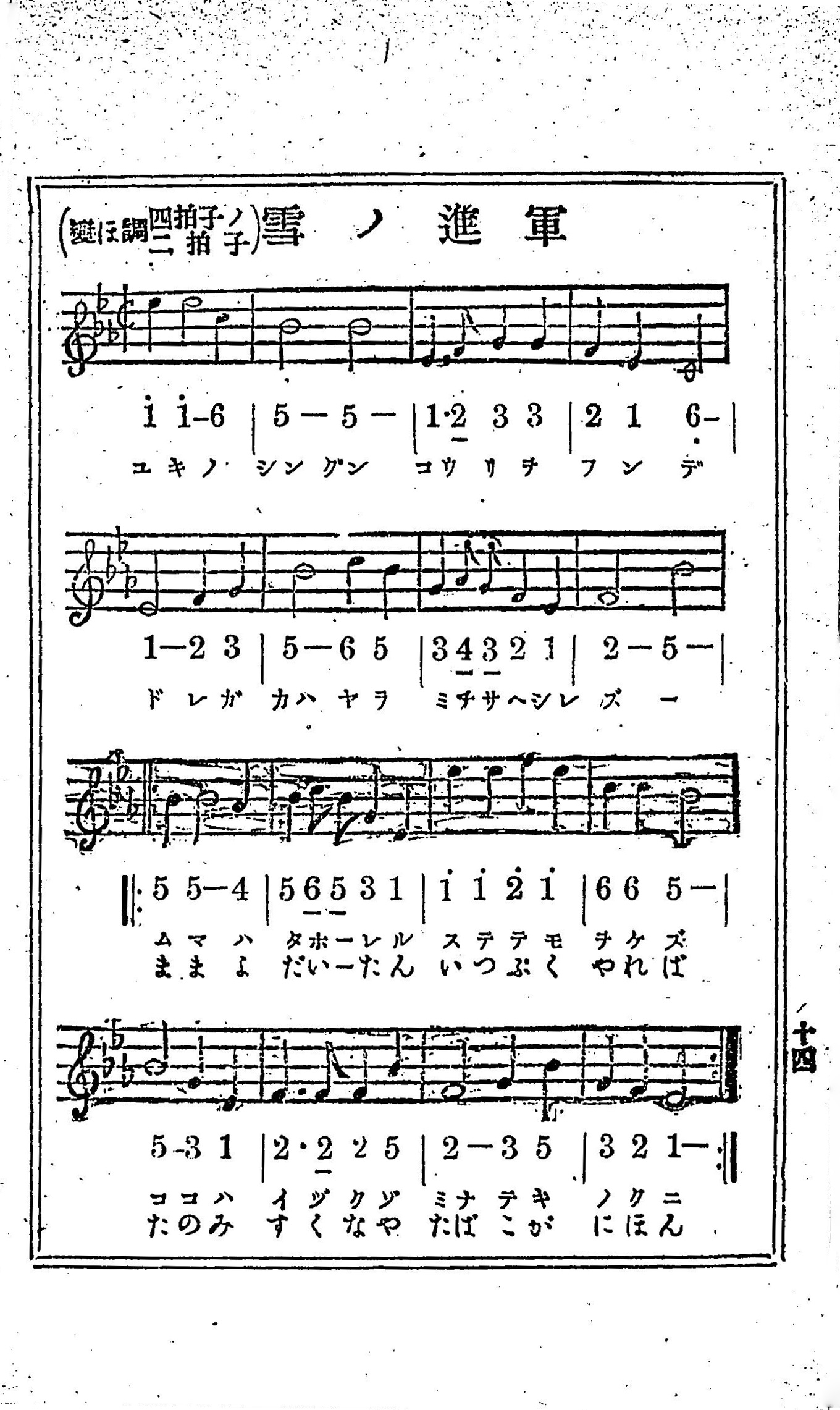
1900년 《일동군가》의 《눈의 진군》 악보

나가이 켄시는 청일전쟁 발발 당시 오오야마 이와오 대장이 지휘하는 제2군사령부 군악대의 군악차장으로 있었으며, 이후 여순, 위해 등지에서 종군했다. 특히 위해위 전투에 참여했을 당시의 체험을 바탕으로 1895년 2월 중순경 작곡한 것이 이 곡이다. 당시 일본군 병사들은 눈 속에서 굶주림과 추위에 시달렸으며, 나가이는 그 모습을 자세히 관찰하여 곡에 반영했다.
곡조는 경쾌한 요나누키 음계 77조다. 메이지 시대 군가로서는 이례적으로 언문일치체가 사용되었다. 훗날에는 언문일치체를 이용한 군가, 국민가도 등장했지만 당시에는 문예작품에도 언문일치체가 허용되지 않던 시절이었다. 그 가사는 주류 군가와 달리 병사의 불평불만을 적나라하게 묘사하여,  병사의 고난을 다룬 군가로서 「전우」, 「무츠의 눈보라」보다 앞서 일본 최초로 등장한 것이다.
이 곡은 1895년 8월 『음악잡지 52호』에 가사가 게재되고, 동년 10월 『대동군가 꽃의 권』에서부터 군가집에 수록되었다. 곡은 현장 장병들 사이에 빠르게 퍼졌고, 나가이의 상관이었던 제2군사령관 오오야마도 이 곡을 애창해 임종 때 머리맡의 축음기로 틀어놓았다는 일화가 있다. 메이지 시대 후기에는 러일전쟁의 영향으로 「용감한 수병」 등 다른 군가들과 함께 학교의 창가 교재로 이용되었다. 이 곡들은 모두 문부성 검정필로 전의 고조의 임무를 수행했다.
그 후 오래도록 애창되었지만 “용장하지 못하다”는 이유로 쇼와 시대에 가사가 일부 개정당했고, 태평양 전쟁 때는 아예 가창이 금지되었지만 잘 지켜지지 않아 종전 시점까지 불렸다.

### 음가 변화
원 작곡에는 파가 두번 들어가 있다. 7마디에 ‘미미파미레도’, 9마디에 ‘솔솔-파’인데, 시간이 지나면서 이 부분의 파를 미로 부르게 되어, 점차 요나누키 장조 곡으로 여겨지게 되었다. 원래 노래는 4/4로 작곡되어 있었는데, 점차 빠르게 부르며 2/4화 되면서 자연스럽게 이뤄진 것으로 보인다.

## 가사
이 가사는 메이지 44년(1911년) 『군가걸작집』에 실린 것을 기준으로 한다. 가사 마지막의 “(상부가 병사를) 어차피 살려서 돌려보낼 생각 없으니” 라는 가사는 쇼와 시대에 상술한 이유로 “(병사 자신이) 어차피 살아서 돌아갈 생각 없으니”로 바뀌었다.
| 역사적 가나 | 현대 가나 | 현재 발음 | 한국어 번역 |
| --- | --- | --- | --- |
| 雪の進軍 氷を踏んで 何處が河やら 道さへ(ゑ)知れず(ぬ) 馬は斃れる 捨てゝもおけず(ぬ) 此處(爰)は何處ぞ 皆敵の國 儘よ大膽 一服やれば 頼み少なや 煙草(卷莨)が二本                 | 雪の進軍氷を踏んで どれが河やら道さえしれず 馬は斃れる捨ててもおけず ここは何処ぞ皆敵の国 ままよ大胆一服やれば 頼み少なや煙草が二本             | 유키노 신군 코-리오 후ㄴ데 도코가 카와야라 미치사에 시레즈 우마와 타오레루 스테테모 오케즈 코코와 이즈크조 미나 테키노 쿠니 마마요 다이타ㄴ 잇푸쿠 야레바 타노미 스쿠나야 타바코가 니호ㄴ     | 눈 위를 진군 얼음을 밟아가며 어디가 강인지 길인지도 모른 채 말들이 쓰러지나 버리지도 못하네 여기는 어디려나 사방이 적의 나라 될 대로 되라면서 한 개비 피우니 기대도 하지 않던 남은 담배 두 개비           |
| 燒かぬ乾魚に 半煮へ(ゑ)飯に 憖生命の ある其内は 堪へ(ゑ)切れない 寒さの(に)焚火 煙い筈だよ 生木が(か)燻る 澁い顏して 功名談(はなし) 「すい」と云ふのは 梅干(し)一つ           | 焼かぬ乾魚に半煮え飯に なまじ生命のあるそのうちは こらえ切れない寒さの焚火 煙いはずだよ生木が燻る 渋い顔して巧妙噺 「酸い」というのは梅干一つ   | 야카누 히모노니 하ㄴ니에 메시니 나마지 이노치노 아루소노 우치와 코라에 키레나이 사무사노 타키비 케부이 하즈다요 나마키가 이부루 시부이 카오시테 코-묘- 바나시 스이토 이우노와 우메보시 히토츠 | 굽지도 않은 건어물에 설익은 밥 먹네 어중간한 목숨이 붙어있는 동안엔 견뎌낼 수가 없는 추위에는 모닥불 연기만 날 수밖에 생나무를 태우니 떨떠름한 표정에 늘어놓는 참전담 시큼하다 느끼는 건 매실장아찌 한 알 |
| 着の身着のまゝ(儘) 氣樂な臥所 背嚢枕に 外套被りゃ 背の温み(暧)で雪融(け)掛る 夜具の黍殻 シツポリ濡れて 結び兼ねたる 露營の夢を 月は冷たく 顏覗き込む                          | 着の身着のまま気楽な臥所 背嚢枕に外套被りゃ 背の温みで雪解けかかる 夜具の黍殻しっぽり濡れて 結びかねたる露営の夢を 月は冷たく顔覗き込む         | 키노미 키노마마 키라쿠나 후시도 하이노- 마쿠라니 가이토- 카부랴 세나노 누쿠미데 유키토 케카카루 야구노 키비가라 싯포리 누레테 무스비 카네타루 로에이노 유메오 츠키와 츠메타쿠 카오 노조키코무 | 입던 옷 그대로 속 편하게 누워서 배낭을 베개 삼고 외투를 이불 삼자 등의 온기로 눈이 녹기 시작하네 침대용 지푸라기 흥건하게 젖으니 맺을 수가 없는 야영의 꿈을 달님은 냉정한 낯으로 내려다본다               |
| 命捧げて 出て來た身故 死(ぬ)る覺悟で 突喊すれど 武運拙く 討(ち)死(に)せねば 義理に絡めた 恤兵眞緜 そろりそろりと(鼠栗鼠栗) 首締(め)掛(懸)る どうせ生(か)して 還(さ)ぬ積(も)り | 命捧げて出てきた身ゆえ 死ぬる覚悟で吶喊すれど 武運拙く討死にせねば 義理にからめた恤兵真綿 そろりそろりと頚締めかかる どうせ生かして還さぬ積もり | 이노치 사사게테 데테키타 미유에 시누루 카쿠고데 톳칸스레도 부우ㄴ 츠타나쿠 우치지니 세네바 기리니 카라메타 쥿페이마와타 소로리 소로리토 쿠비시메 카카루 도우세 이카시테 카에사누 츠모리       | 목숨을 바치려고 나온 몸인 이상엔 죽겠다는 각오로 돌격하지만 운이 나빠서 전사하지 못하면 의리로 묶어놓은 위문주머니가 슬며시 슬며시 목을 졸라 오겠지 어차피 산채로 돌아가지 못하니                         |